# Faro Punta Dungeness
El faro Punta Dungeness se ubica en la ribera norte de la boca oriental del estrecho de Magallanes en la punta Dungeness, dentro de la estancia "Las Barrancas", comuna de San Gregorio en la Provincia de Magallanes, XII Región de Magallanes y de la Antártica Chilena en la República de Chile. Fue inaugurado en 1899, su estructura alcanza los 25 metros de altura y tiene un alcance luminoso de 22 millas náuticas. Es un faro habitado.

## Historia
Es el primer faro chileno en la ruta de navegación de este a oeste, es decir, embarcaciones procedentes del océano Atlántico que ingresan a las aguas chilenas. Junto a él se conservan los restos del primer faro dispuesto por el gobierno en el pasado. Se encuentra ubicado a unos 270 kilómetros de la ciudad de Punta Arenas en la entrada del estrecho de Magallanes, marcando el acceso oriental, yendo desde el océano Atlántico. Por esta razón su principal relevancia, por cuanto marca un importante hito en disputa de la soberanía sobre el estrecho de Magallanes, codiciada ruta comercial de principios de siglo XX.

### Construcción

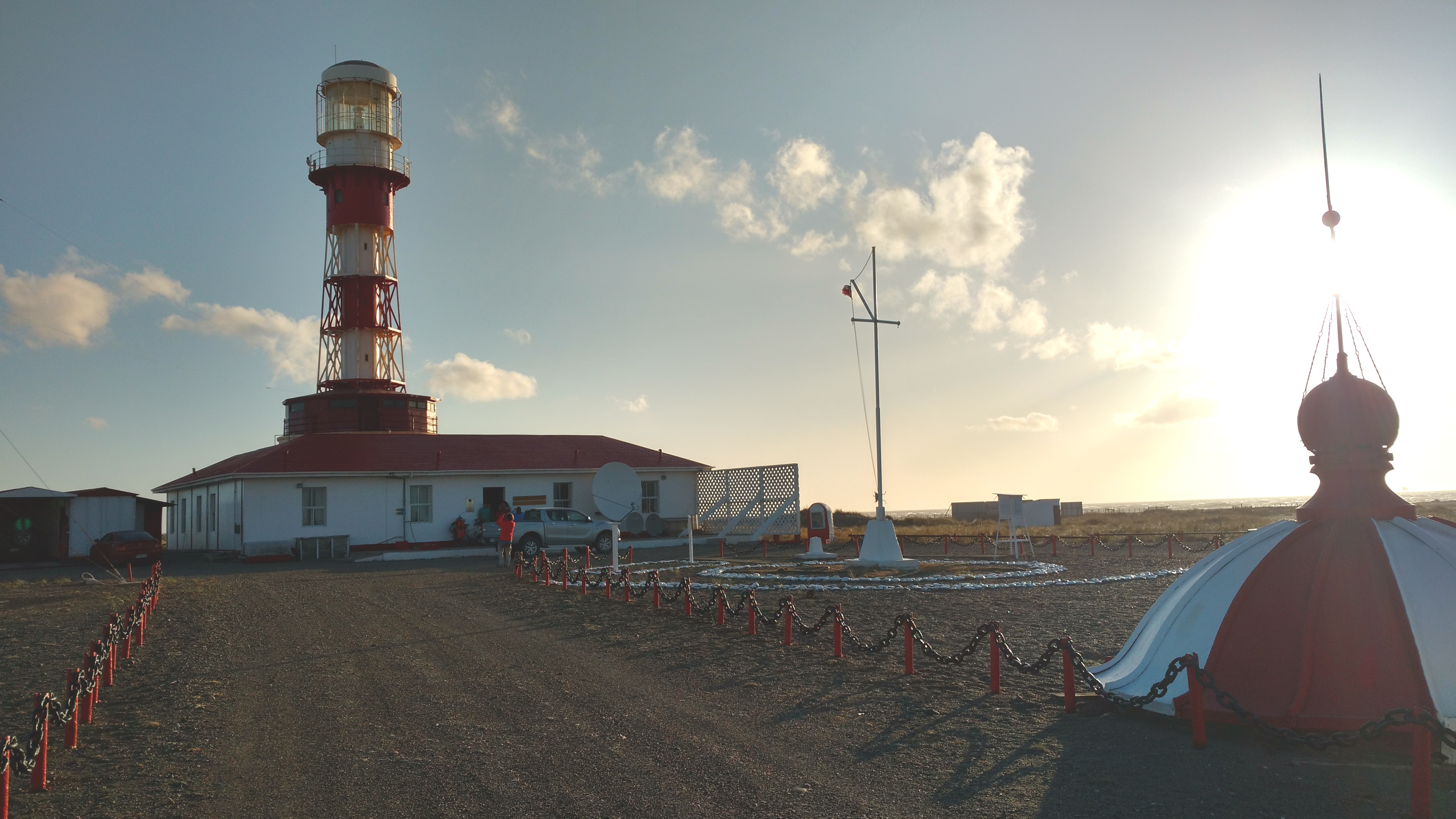
Faro de Punta Dúngeness, febrero de 2016

Su construcción comenzó el 10 de junio de 1897, encabezadas por el ingeniero Alan Brebner por medio de contratistas. Esta primera etapa no fue concluida, por lo que debió ser finalizado por la autoridad de señalización marítima chilena.  
En este faro se utilizó el antiguo aparato de iluminación del faro Punta Curaumilla recién mantenido en Europa. Éste era un sistema Fresnel de 4º Orden con un aparato óptico cuya luz era producida por un manto incandescente y lámpara de parafina, junto a un mecanismo de reloj que lo hacía girar. En cuanto a la torre, se utilizó la torre de fierro destinada originalmente al faro Evangelistas. Una vez finalizada su construcción fue inaugurado el 20 de febrero de 1899, siendo habitado por tres especialistas en faros.

### Comunicaciones
Fue el segundo faro en el país en contar con un sistema de comunicaciones sobre la base de palomas mensajeras (el primero fue el Faro Punta Ángeles), adquiridas y adiestradas en Londres, Reino Unido. Este sistema fue empleado principalmente en los puertos aislados del extremo austral y del centro del país, con excelentes resultados, siendo reglamentado a fines de 1899.  
Este servicio de comunicaciones por medio de aves se mantuvo hasta 1904, siendo vendido a particulares ante la llegada de la radiotelegrafía. En 1990 Punta Dungeness ya estaba unido a la ciudad de Punta Arenas por una línea telegráfica y telefónica, las que funcionaban con ciertas irregularidades. A contar del año 2005 existe una comunicación telefónica fluida. 
En sus orígenes consideró la instalación de una fanal sideral, pero debido a un reestudio se optó por un fanal de 4º Orden de sistema Pintsch.  En la actualidad cuenta con un fanal Power Bean Beacon, modificado, con lámparas de haluro metálico 400 W/220 VAC.

## Actualidad
Actualmente mantiene su condición de faro habitado con una dotación de tres especialistas en faros con familia y es abastecido por tierra desde Punta Arenas.
Punta Dungeness con el paso de los años se ha transformado en un punto de interés turístico de la zona, siendo visitado por cientos de personas en la época estival. Cuenta además con una estación meteorológica automática que permite visualizar los parámetros meteorológicos del lugar. Este faro está incluido en la mayoría de los tours de esta zona.

### Atractivos cercanos

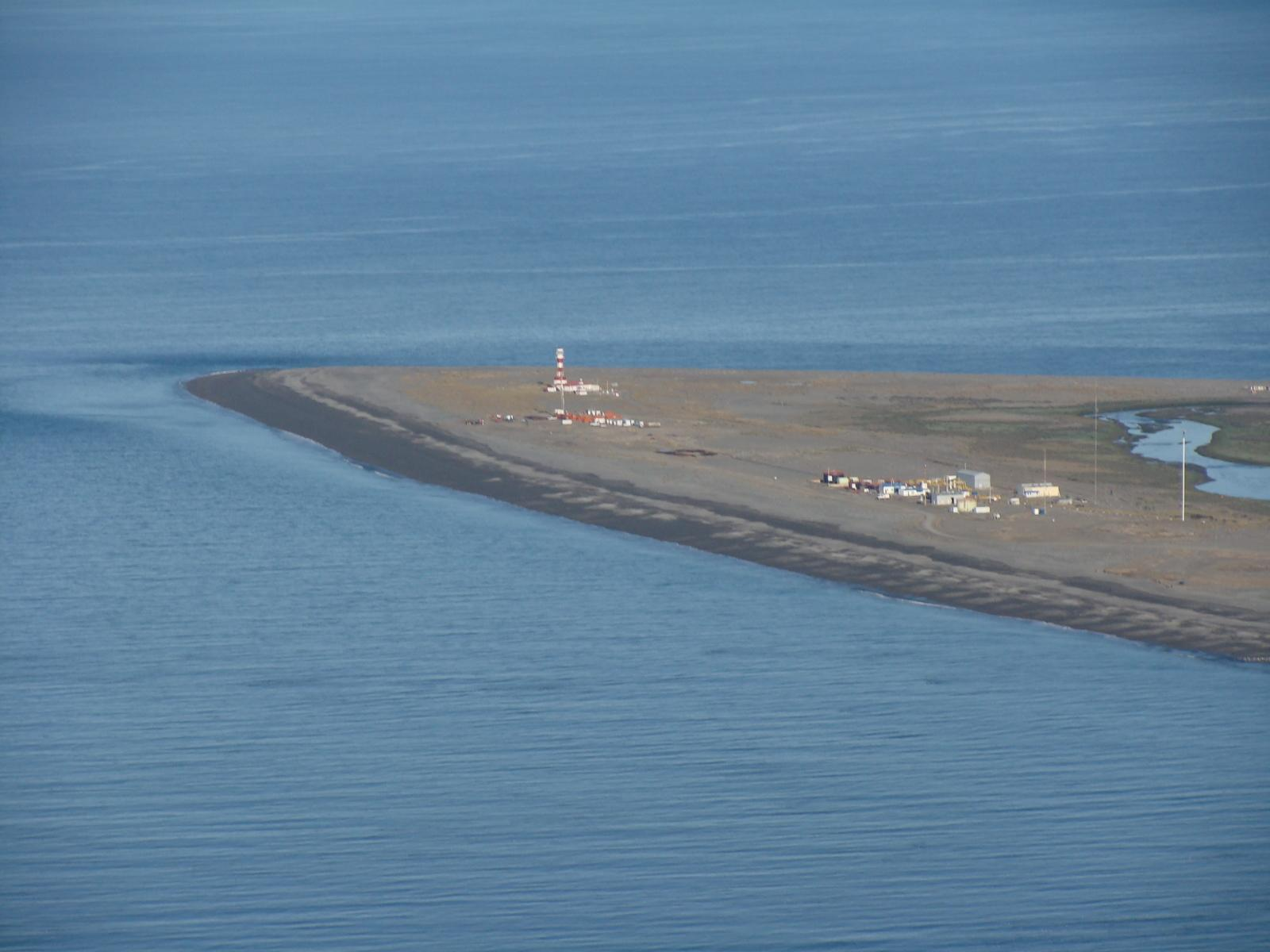
Vista aérea de punta Dungeness y el faro.

Se puede observar el límite patagónico sureste con Argentina, además de la flora y fauna de este lugar agreste. Durante el camino de acceso al faro se pueden visitar diferentes lugares. Por la ruta internacional 255, se visita el Monumento Histórico el establecimiento ganadero San Gregorio y el barco a vapor Amadeo, encallado en la costa del estrecho (kilómetro 124 desde Punta Arenas). Se continúa el viaje por la estepa magallánica, siguiendo la señal que indica "Posesión", campamento de la Empresa Nacional del Petróleo (ENAP), ubicado a 63 kilómetros del Faro Punta Delgada (166 km). En el lugar, se realiza la explotación petrolífera y de gas natural, desde donde se divisan las plataformas petroleras en el estrecho de Magallanes. 
A 7 kilómetros de Posesión, en dirección a la costa, se encuentra ubicado el Cementerio Inglés, en el que se encuentran sepultados algunos colonos de comienzo del siglo XX. Más adelante, a 8 kilómetros de Posesión, se encuentra el Faro Posesión, que fuera edificado a comienzos del siglo XX. Avanzando 10 kilómetros de Posesión, a orillas del estrecho de Magallanes, se encuentra el vapor Olympia, encallado luego de un naufragio a comienzos del siglo XX. Esta embarcación era de gran tamaño y con propulsión a vapor y ruedas. Más adelante, a 40 kilómetros de Posesión y a 5 kilómetros antes de llegar a punta Dungeness, se divisa la Cruz Monumental, la que conmemora el primer asentamiento español en territorio chileno durante el siglo XVII. Finalmente, en el kilómetro 91 de la ruta Y-545, se encuentra el Faro Dungeness, que indica el extremo de Chile Continental por el Oriente, lugar en el que se unen las aguas del océano Atlántico con las del estrecho de Magallanes.